# Sinkovics Balázs
Sinkovics Balázs (Mór, 1976. február 20. – ) magyar nyelvész, az SZTE Bölcsészettudományi Kar, Magyar Nyelvi és Irodalmi Intézet Magyar Nyelvészeti Tanszékének adjunktusa.

## Életpályája
1999-ben szerzett magyar nyelv és irodalom tanári diplomát a szegedi József Attila Tudományegyetemen (JATE), valamint 2000-ben történelem tanári diplomát és magyar őstörténet szakos bölcsész oklevelet a JATE jogutódján, a Szegedi Tudományegyetemen (SZTE). 
2001-től oktat az SZTE Bölcsészettudományi Kar, Magyar Nyelvi és Irodalmi Intézet Magyar Nyelvészeti Tanszékén.

## Szervezeti tagságok
- Nyelvtudományi Bizottság

## Művei

### Könyvei
- Kontra Miklós – Németh Miklós – Sinkovics Balázs: Szeged nyelve a 21. század elején, Gondolat Kiadó, 2016. ISBN 978 963 693 779 9

### Cikkei
- Megjegyzések a székelyek volgai bolgár származásáról. In Márton Alfréd szerk. A Kárpát-medence és a steppe. Budapest, Balassi, 2001, 137–147.
- Fehérvár helyneveink. In  Felföldi Szabolcs – Sinkovics Balázs szerk. Nomád népvándorlások – magyar honfoglalás. Budapest, Balassi, 2001. 130–137.
- Vámbéry és a magyar–török rokonság. AUSz Acta Historica 112 (2002) 89–98.
- A vonatkozó névmások (aki, ami, amely) használatáról – régi és mai nyelvtanaink és a nyelvművelő munkák tükrében. In Büky László szerk.: A mai magyar nyelv leírásának újabb módszerei. Nyelvleírás és nyelvművelés, nyelvhasználat, stilisztika. Szeged, 2004, 123–133.
- Állítsátok meg a suksükölést! – Egy nyelvhelyességi ítélet kialakulása. In: Benő Attila – Szilágyi N. Sándor szerk.: Nyelvi közösségek – nyelvi jogok. Kolozsvár, Anyanyelvápolók Erdélyi Szövetsége, 2006. 298–311.
- .A h-ra vonatkozó megszorítások történeti változásai. (Társszerző Zsigri Gyula) In Büky László–Forgács Tamás szerk. 2006: A nyelvtörténeti kutatások újabb eredményei IV, Szeged, 133–151.
- Az igekötők jelentésmódosító szerepe és a nyelvi norma. Nyelvtudomány 2 (2006) 165–186.
- Segédlet szemináriumi és szakdolgozatok készítéséhez. (Társszerző: Balogh László) In: Szántó Richárd szerk. 2006: Középkori egyetemes történelem (Térképvázlatok gyűjteménye). Szeged–Miskolc, JATEPress, 2007, 329–373. [On-line: https://web.archive.org/web/20140802074003/http://ejegyzet.bibl.u-szeged.hu/]
- A suksükölő igeragozás történetéből. In Büky László – Forgács Tamás – Sinkovics Balázs szerk.: A nyelvtörténeti kutatások újabb eredményei V, Szeged, 2008, 203–213.
- Az anyanyelv változatai magyarországi középiskolai tankönyvekben. In Csernicskó István – Kontra Miklós szerk.: Az Üveghegyen innen. Anyanyelvváltozatok, identitás és magyar anyanyelvi nevelés. A VI. Nemzetközi Hungarológiai Kongresszus azonos című szimpoziumán elhangzott előadások anyaga. Poliprint Kft. – II: Rákóczi Ferenc KMF, Ungvár – Beregszász, 2008,  30–55.
- A végett névutó története, Nyelvtudomány III–IV (2007–8), 203–218.
- A nyelvváltozatok és a nyelvművelés, In Borbély Anna, Vančoné Kremmer Ildikó és Hattyár Helga szerk., Nyelvideológiák, nyelvi attitűdök és sztereotípiák, Budapest–Dunaszerdahely–Nyitra: MTA Nyelvtudományi Intézet, Gramma Nyelvi Iroda, Konstantin Filozófus Egyetem Közép-európai Tanulmányok Kar, Tinta Könyvkiadó, 2009, 101–110.
- Felszólító móddal egyező kijelentő módú igealakok a magyar nyelvjárásokban, In Németh Miklós–Sinkovics Balázs szerk.: Tanulmányok Szabó József 70. születésnapjára, Szegedi Tudományegyetem Magyar Nyelvészeti Tanszék, Szeged, 2010, 169–177.
- Pléh Csaba: Word order and focusing effects in the memory representation of the Hungarian sentences, Acta Linguistica Hungarica 58 (2011) 120–133. (Társszerző: Sinkovics Balázs)
- Pléh Csaba: A szórend és a fókuszbaemelés hatása a magyar mondatok emlékezeti leképezésében, Magyar Pszichológiai Szemle 66, 321–333. (Társszerző: Sinkovics Balázs)
- Németh Miklós – Kontra Miklós – Sinkovics Balázs: Two fieldworkers' effects on a respondent's language use in Szeged, Hungary, Studia Linguistica Hungarica 30, 2015, 73–83.
- International Conference on Language Variation in Europe 8, Magyar Nyelv 111. 2015/4, 491–493.